# خواجه-کلان (شهرستان قره‌سو)
خواجه-کلان (به لاتین: Kojo-Keleng) یک روستا در قرقیزستان است که در استان اوش واقع شده‌است. خواجه-کلان ۲٬۲۲۴ نفر جمعیت دارد و ۲٬۲۰۰ متر بالاتر از سطح دریا واقع شده‌است.